# 117329 Spencer
117329 Spencer este o planetă minoră (asteroid), cu un diametru de 2,958 km, din centura de asteroizi. A fost descoperită pe 9 decembrie 2004 la Jarnac Observatory⁠(d) de Jarnac Observatory⁠(d) și a fost numită după Henry Spencer⁠(d). 
Obiectul prezintă o orbită caracterizată de o semiaxă mare de 2,4340385385543 UAi, o excentricitate de 0,16, o înclinație de 6,9 ° în raport cu ecliptica.